# Uncle Sam's Curse
Uncle Sam's Curse è il terzo album in studio del gruppo musicale hip hop statunitense Above the Law, pubblicato nel 1994.

## Tracce
1. Return of the Real Shit (featuring Kokane)
2. Set Free
3. Kalifornia (featuring Kokane)
4. Concreat Jungle
5. Rain Be for Rain Bo (featuring Kokane)
6. Everything Will Be Alright (featuring Kokane)
7. Black Superman
8. The 'G' in Me
9. Uncle Sam's Curse
10. One Time Two Many
11. Who Ryde (featuring Kokane & Tone Lōc)
12. Gangsta Madness (featuring Kokane)